# Harald Treutiger

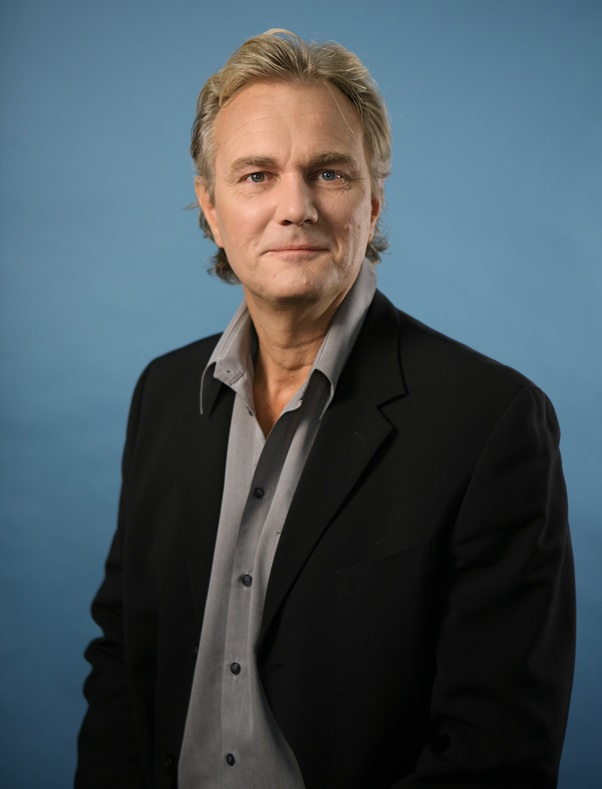
Harald Treutiger

Harald Treutiger (eigentlich: Nils Harald Ossian Treutiger, * 5. Juni 1956 in Göteborg) ist ein schwedischer Fernsehmoderator.
Nach der Moderation des schwedischen Vorentscheids moderierte er den Eurovision Song Contest 1992 zusammen mit Lydia Capolicchio. Danach moderierte er einige Gameshows fürs schwedische Fernsehen. Er war ab 1997 der erste Moderator der Reality-Show Expedition: Robinson.